# Wollmerath

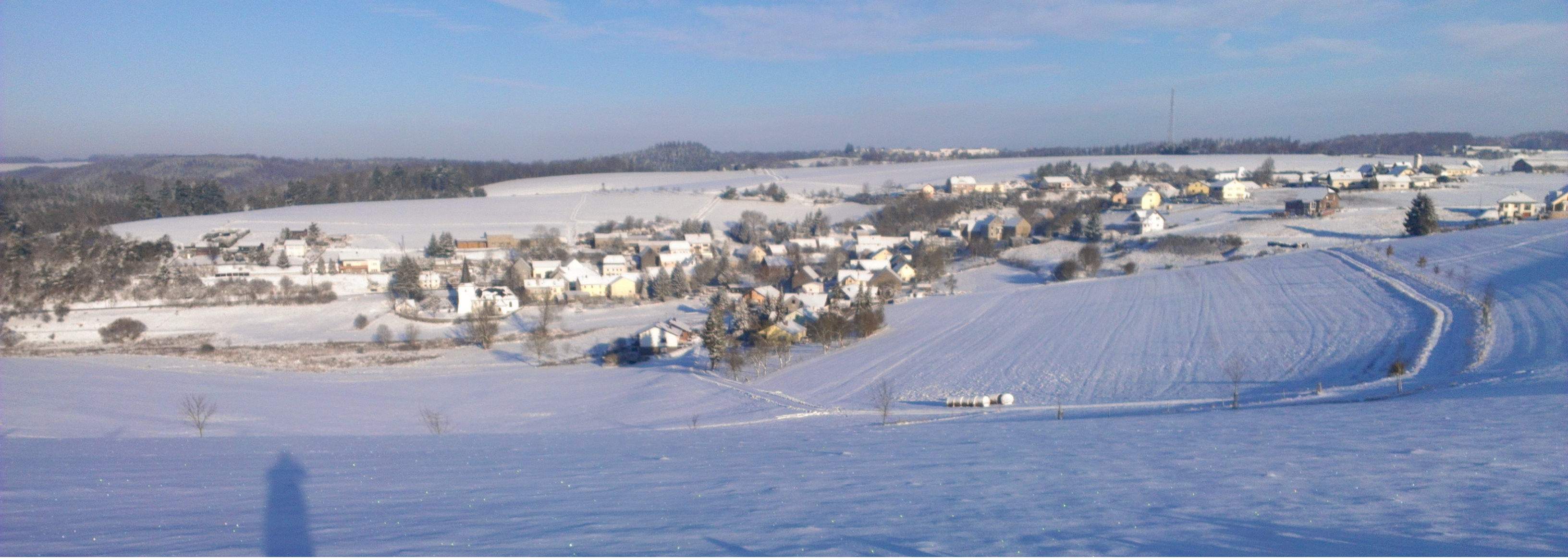
Wollmerather Maarkrater im Winter

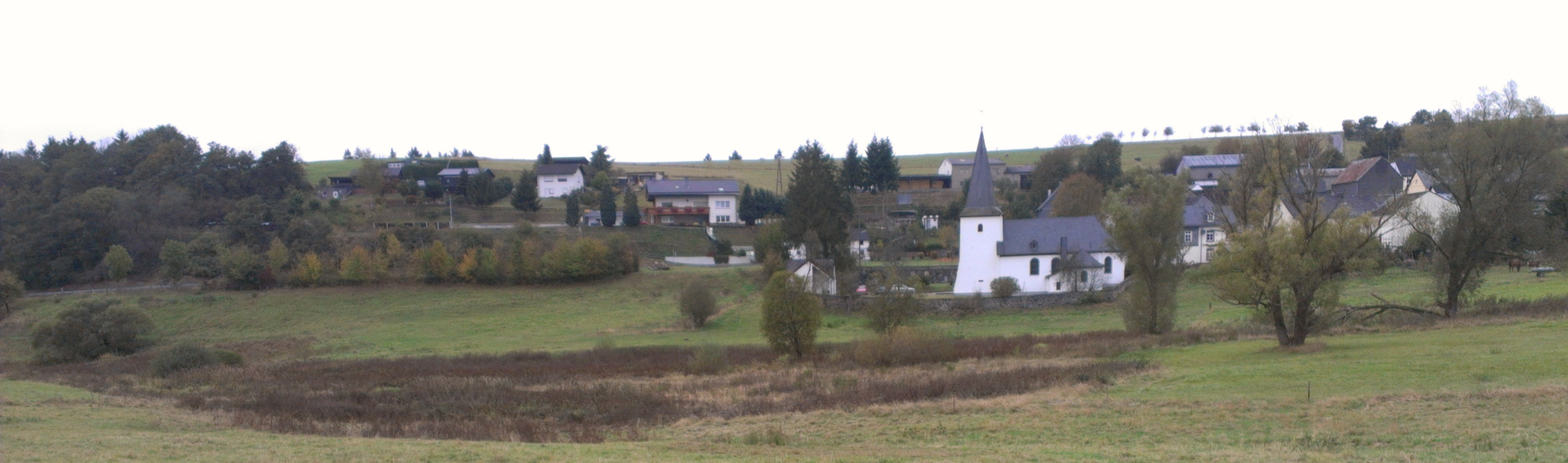
Seitenansicht Pfarrkirche St. Maria Magdalena

Wollmerath ist eine Ortsgemeinde im Landkreis Cochem-Zell in Rheinland-Pfalz. Sie gehört der Verbandsgemeinde Ulmen an.

## Geographie
Wollmerath liegt elf Kilometer südöstlich der Stadt Daun in den Ausläufern eines Nebentals des Ueßbachs. Die Ortschaft umfasst Höhenlagen zwischen 360 m ü. NHN und 410 m ü. NHN. Naturräumlich lässt sich das zur Hälfte landwirtschaftlich genutzte Gemeindegebiet im Südwestsaum der Östlichen Hocheifel fast gänzlich dem Mittleren Ueßbachtal zuordnen, ein Abschnitt an der nordwestlichen Grenze bereits dem Ueßbachbergland. Dort erreicht das Gemeindegebiet auch mit rund 435 m ü. NHN seinen höchsten Bodenpunkt, seinen niedrigsten mit 325 m ü. NHN am südlichen Austritt des Ueßbachs aus der Gemarkung. Zu Wollmerath gehören die Wohnplätze Birkenhof, Gillenbeurenermühle und Wollmerathermühle.
Wollmerath grenzt (im Uhrzeigersinn) an die Ortsgemeinden Filz, Schmitt, Gillenbeuren, Wagenhausen, Winkel (Eifel) und Demerath (beide Landkreis Vulkaneifel).

## Geschichte
Wollmerath wurde erstmals im Jahre 1193 urkundlich erwähnt. Er war von 1241 an bis zum Ende des 18. Jahrhunderts der namensgebende Hauptort der „Herrschaft Wollmerath“, die ein Erblehen der Grafen zu Wied war und unter der Landeshoheit von Kurtrier stand. Die letzten Herren von Wollmerath waren seit 1701 die Freiherren v. Breiten-Landenberg. Die Herrschaft umfasste neben Wollmerath auch die Dörfer Filz, Niederwinkel und Wagenhausen.
Nach der Besetzung des Linken Rheinufers 1794/96 durch französische Revolutionstruppen wurde der Ort französisch, 1815 wurde die Region und damit auch Wollmerath auf dem Wiener Kongress dem Königreich Preußen zugeordnet. Seit 1946 ist der Ort Teil des damals neu gebildeten Landes Rheinland-Pfalz.
Bevölkerungsentwicklung
Die Entwicklung der Einwohnerzahl von Wollmerath, die Werte von 1871 bis 1987 beruhen auf Volkszählungen:
| Jahr | Einwohner |
| ---- | --------- |
| 1815 | 125       |
| 1835 | 150       |
| 1871 | 171       |
| 1905 | 178       |
| 1939 | 181       |
| 1950 | 191       |
| 1961 | 194       |

| Jahr | Einwohner |
| ---- | --------- |
| 1970 | 225       |
| 1987 | 201       |
| 1997 | 203       |
| 2005 | 216       |
| 2011 | 205       |
| 2017 | 204       |
| 2023 | 201       |

## Politik

### Bürgermeister
Ulrich Laux wurde am 11. Juni 2019 Ortsbürgermeister von Wollmerath. Bei der Direktwahl am 26. Mai 2019 war er mit einem Stimmenanteil von 91,54 % für fünf Jahre gewählt worden. Er wurde im Juni 2024 wiedergewählt.
Der Vorgänger von Laux, Wolfgang Schmitz, hatte das Amt 15 Jahre ausgeübt.

## Sehenswürdigkeiten
- Pfarrkirche St. Maria Magdalena mit den Grabplatten des Ernst Carl Anton Joseph Freiherr von Breiten-Landenberg und seiner Ehefrau Maria Magdalena, geborene Truchsess von Rheinfelden, sowie einer von Balthasar König im Jahre 1749 gebauten Orgel.
- Der Wollmerather Kopp zählt zu den jungen, quartären Vulkanen und besteht aus Schweißschlacken, vulkanischen Lapilli- und Ascheablagerungen. Bis in die 1960er Jahre wurde hier Abbau betrieben, seitdem ist der Wollmerather Kopp aus dem Blick gerückt. Der Wollmerather Kopp liegt genauso wie das Wollmerather Maar direkt auf der Siegener Hauptüberschiebung, einer von Siegen bis in den Raum Gillenfeld reichenden bedeutenden geologischen Störungszone.

Wollmerather Kopp
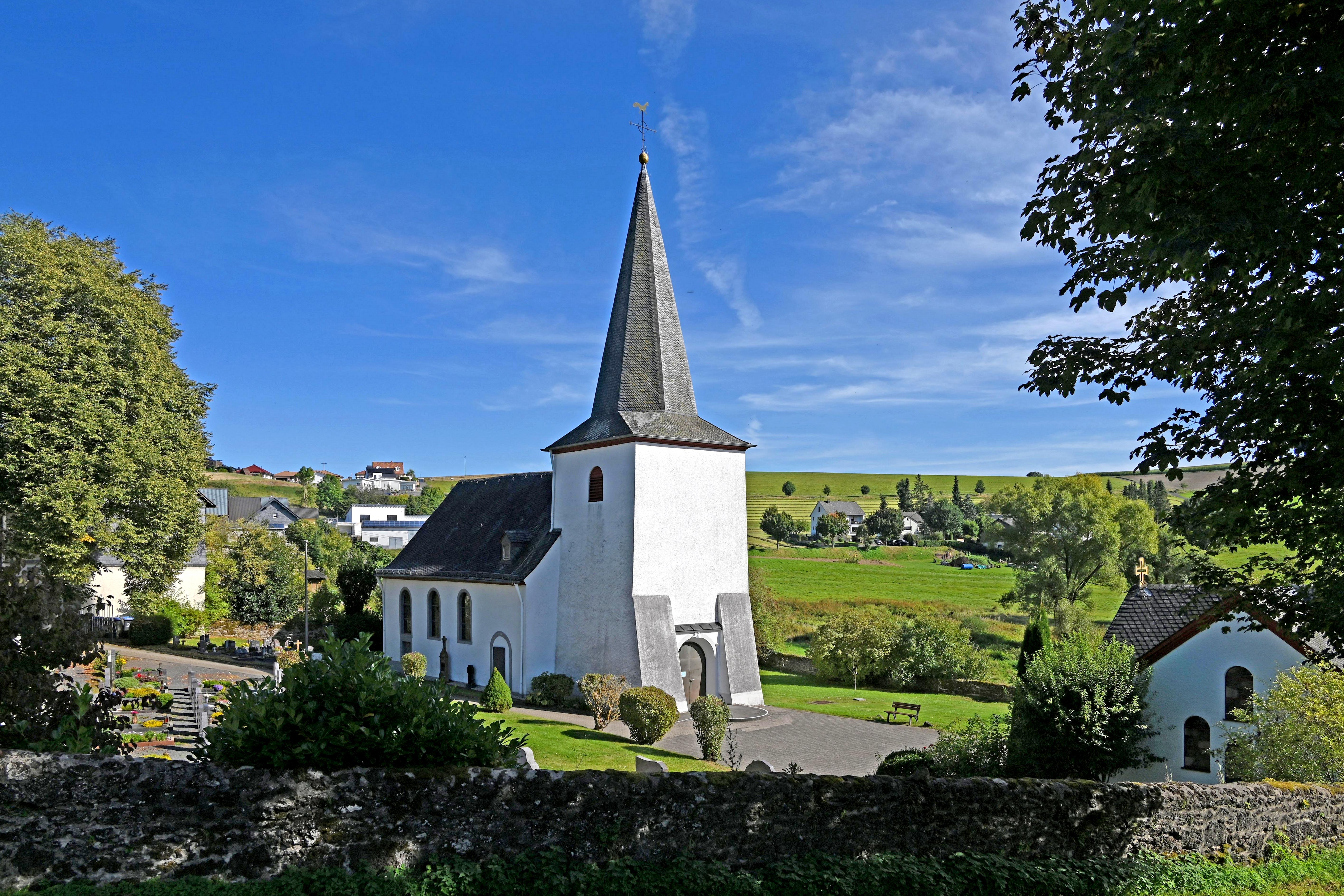
Kirche von Nordwesten
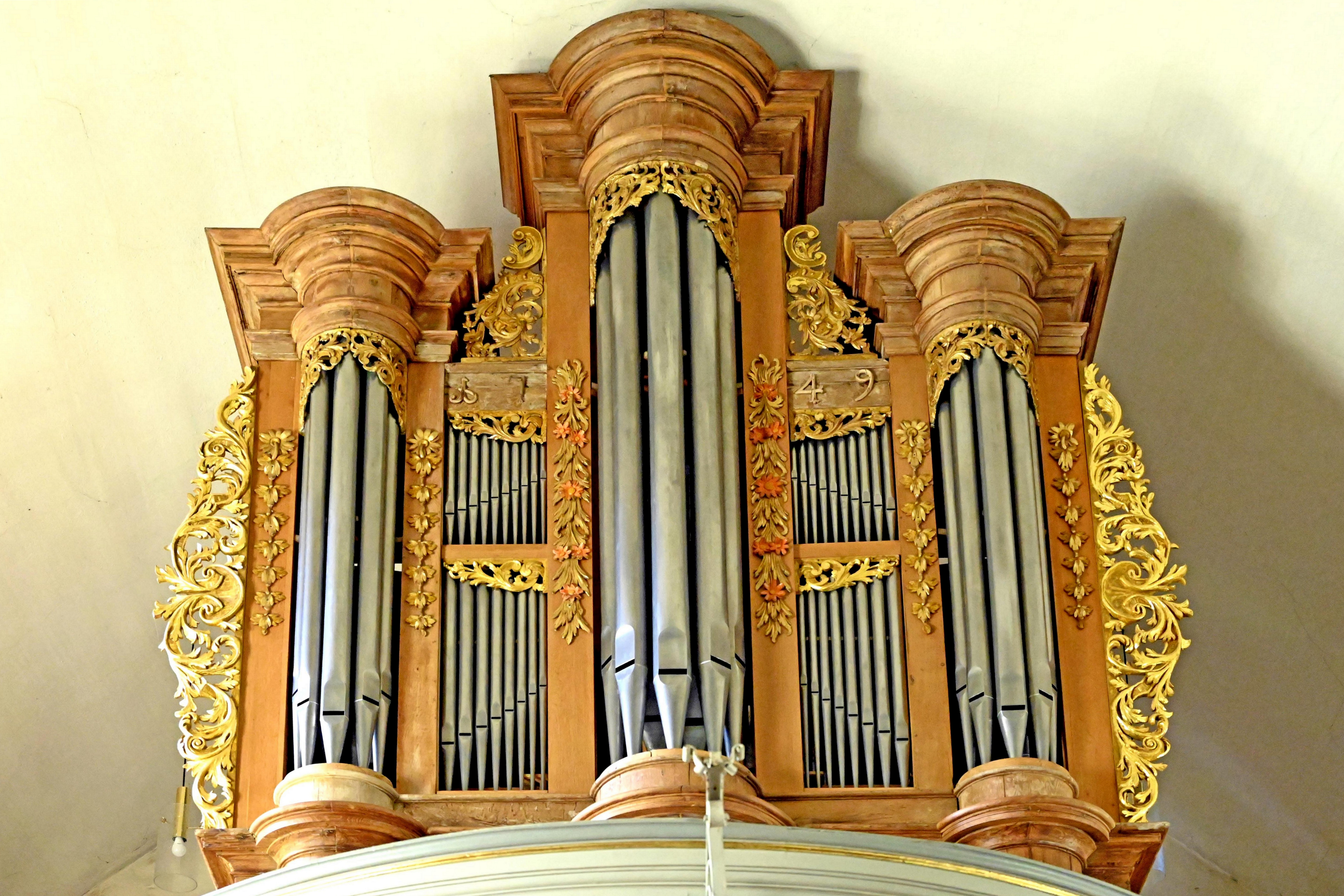
Balthasar-König-Orgel
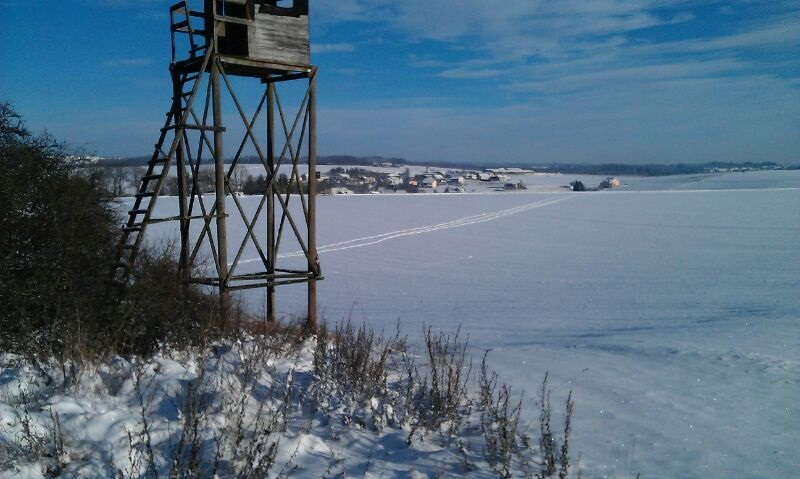
Blickrichtung Wollmerath
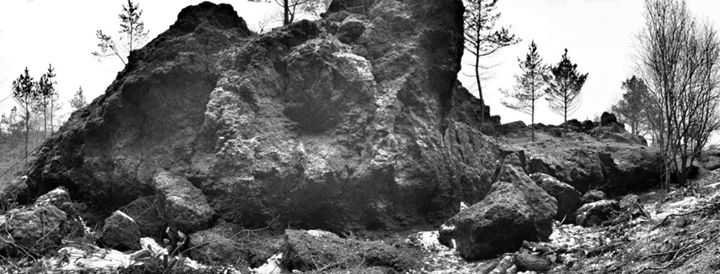
Wollmerather Kopp
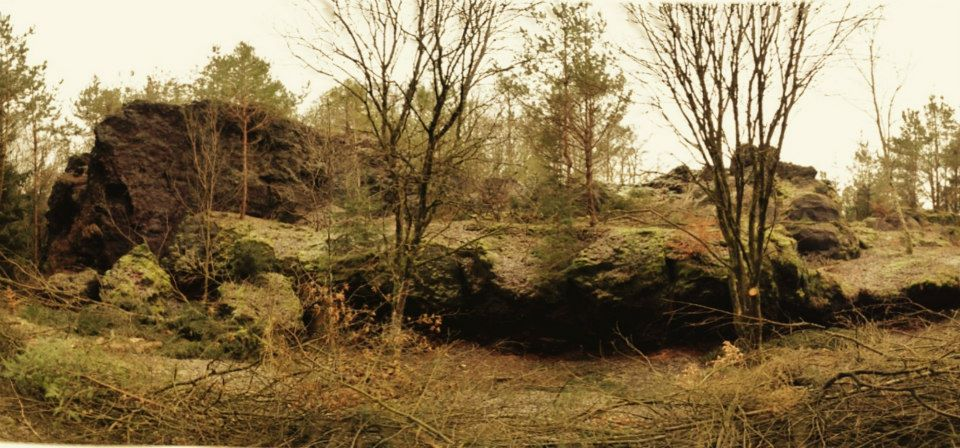
Vorderansicht oberer Kopp

- Der durch das Üßbachtal führende Maare & Thermen Pfad von Bad Bertrich nach Ulmen wurde durch eine etwa 1,5 Kilometer lange Ergänzungsschleife durch den Ort Wollmerath erweitert.